# Hôtel de Gabet
Pour les articles homonymes, voir Gabet.
L'hôtel de Gabet est un hôtel particulier situé au 30 rue Leydet à Aix-en-Provence.

## Historique
Nous ne savons quasiment rien sur cet hôtel particulier d'Aix-en-Provence, qui a pourtant abrité une des figures politiques importantes du XVIIe siècle aixois.
La famille de Gabet, pour laquelle ce bâtiment fût probablement construit, n'apparaît en Provence que sous le règne de Louis XIV, c'est-à-dire après 1665.
Jean de Gabet, un des premiers représentants de la famille en pays d'Aix, se fait connaître en tant que proche conseiller du gouverneur de Provence, Louis de Bourbon-Vendôme. Il était son intendant et son trésorier. Jean de Gabet habitait cet hôtel particulier avec sa famille (son épouse et plusieurs enfants dont deux fils), à l'époque rue Villeverte, non loin du nouveau quartier Mazarin.

## Architecture
Le cadre de la porte d'entrée, d'origine, fait montre d'une architecture baroque comportant un cadre à refends. Au dessus de la porte se trouvent des hauts reliefs, notamment un vase dans une niche circulaire.
La couleur typiquement dorée de la pierre de cet hôtel particulier fait deviner sa provenance aux carrières de Bibémus, très utilisées au XVIIe siècle.

## Informations complémentaires
L'hôtel est à présent privé (divisé en appartements et en bureaux) et n'est pas visitable librement.